# Malonty
Malonty – wieś oraz gmina, położona w kraju południowoczeskim, w powiecie Český Krumlov, w Czechach.

## Atrakcje
- Kościół św. Bartłomieja
- Kalwaria
- Fara